# Marion Township (comté de Franklin, Iowa)
Pour les articles homonymes, voir Marion Township et Marion.
Marion Township est un township, du comté de Franklin en Iowa, aux États-Unis,.
Il est fondé en 1874.